# Bananity
Bananity va ser una xarxa social catalana creada per Pau Garcia-Milà, Sergio Galiano i Albert Martí el novembre de 2011. Apadrinada per Andreu Buenafuente i Cristina Garmendia, el web tenia l'objectiu de crear un espai virtual on els usuaris poguessin compartir els seus gustos, preferències i opinions. Va rebre una bona acollida general, aconseguint 800.000 euros en diferents rondes de finançament i 50.000 nous usuaris els primers mesos. Tanmateix, a causa de la competència amb altres xarxes socials i la manca de demanda suficient a Espanya, el projecte va perdre popularitat progressivament. El 2013 va reconvertir el seu disseny web assemblant-se a un format semblant al de Facebook, Twitter i Pinterest. Tanmateix, aquell mateix any Pau Garcia-Milà va desvincular-se de l'empresa per centrar-se en la venta d'un altre projecte seu, eyeOS. El gener de 2015, la xarxa social va presentar un concurs de creditors voluntari, dissolent-se poc després.